# Finlandia na Zimowych Igrzyskach Olimpijskich 2006
Finlandię na Zimowych Igrzyskach Olimpijskich 2006 reprezentowało 102 zawodników. Był to dwudziesty start Finlandii na zimowych igrzyskach olimpijskich.

## Zdobyte medale
| Medal  | Zawodnik | Dyscyplina sportowa   | Konkurencja                 |
| ------ | --- | --------------------- | --------------------------- |
| Srebro | Tanja Poutiainen | Narciarstwo alpejskie | Slalom gigant kobiet        |
| Srebro | Markku Uusipaavalniemi Wille Mäkelä Kalle Kiiskinen Teemu Salo Jani Sullanmaa | Curling               | Mężczyźni                   |
| Srebro | Mikko Ronkainen | Narciarstwo dowolne   | Jazda po muldach            |
| Srebro | Matti Hautamäki | Skoki narciarskie     | Skocznia K-90 indywidualnie |
| Srebro | Janne Ahonen Janne Happonen Matti Hautamäki Tami Kiuru | Skoki narciarskie     | Skocznia K-120 drużynowo    |
| Srebro | Aki Berg Lasse Kukkonen Toni Lydman Antti-Jussi Niemi Petteri Nummelin Teppo Numminen Sami Salo Kimmo Timonen Niklas Hagman Jukka Hentunen Olli Jokinen Jussi Jokinen Niko Kapanen Saku Koivu Mikko Koivu Antti Laaksonen Jere Lehtinen Ville Nieminen Ville Peltonen Teemu Selänne Jarkko Ruutu Niklas Bäckström Antero Niittymäki Fredrik Norrena | Hokej na lodzie       | Mężczyźni                   |
| Brąz   | Aino-Kaisa Saarinen Virpi Kuitunen | Biegi narciarskie     | Sprint drużynowy kobiet     |
| Brąz   | Antti Kuisma Anssi Koivuranta Jaakko Tallus Hannu Manninen | Kombinacja norweska   | Drużynowo                   |
| Brąz   | Markku Koski | Snowboarding          | Halfpipe mężczyzn           |

## Wyniki reprezentantów Finlandii

### Biathlon
Mężczyźni
- Paavo Puurunen

sprint - 46. miejsce
bieg pościgowy - 22. miejsce
bieg masowy - 4. miejsce
bieg indywidualny - 12. miejsce

### Biegi narciarskie
Mężczyźni
- Sami Jauhojärvi

Sprint - 61. miejsce
15 km stylem klasycznym - 9. miejsce
30 km stylem łączonym - 20. miejsce
- Teemu Kattilakoski

50 km stylem dowolnym - 43. miejsce
- Ville Nousiainen

50 km stylem dowolnym - DNF
- Keijo Kurttila

Sprint - 23. miejsce
- Olli Ohtonen

15 km stylem klasycznym - 48. miejsce
30 km stylem łączonym - DNF
50 km stylem dowolnym - 52. miejsce
- Lauri Pyykönen

Sprint - 27. miejsce
15 km stylem klasycznym - 55. miejsce
- Tero Similä

15 km stylem klasycznym - 32. miejsce
30 km stylem łączonym - 34. miejsce
- Keijo Kurttila
Lauri Pyykönen

Sprint drużynowy - 5. miejsce
- Sami Jauhojärvi
Tero Similä
Olli Ohtonen
Teemu Kattilakoski

sztafeta - 10. miejsce
Kobiety
- Elina Hietamäki

Sprint - 42. miejsce
15 km stylem łączonym - 33. miejsce
- Virpi Kuitunen

Sprint - 5. miejsce
10 km stylem klasycznym - 9. miejsce
30 km stylem dowolnym - DNF
- Riitta-Liisa Lassila

10 km stylem klasycznym - 35. miejsce
15 km stylem łączonym - 13. miejsce
30 km stylem dowolnym - 23. miejsce
- Aino-Kaisa Saarinen

Sprint - 26. miejsce
10 km stylem klasycznym - 7. miejsce
30 km stylem dowolnym - 17. miejsce
- Kirsi Välimaa

15 km stylem łączonym - 34. miejsce
- Kati Venäläinen

Sprint - 29. miejsce
10 km stylem klasycznym - 43. miejsce
30 km stylem dowolnym - DNF
- Aino-Kaisa Saarinen
Virpi Kuitunen

Sprint drużynowy - 
- Aino-Kaisa Saarinen
Virpi Kuitunen
Riitta-Liisa Lassila
Kati Venäläinen

sztafeta - 7. miejsce

### Curling
Mężczyźni
- Markku Uusipaavalniemi, Wille Mäkelä, Kalle Kiiskinen, Teemu Salo, Jani Sullanmaa - 8. zwycięstw, 3. porażki - wynik końcowy -

### Hokej na lodzie
Mężczyźni
- Aki Berg, Lasse Kukkonen, Toni Lydman, Antti-Jussi Niemi, Petteri Nummelin, Teppo Numminen, Sami Salo, Kimmo Timonen, Niklas Hagman, Jukka Hentunen, Olli Jokinen, Jussi Jokinen, Niko Kapanen, Saku Koivu, Mikko Koivu, Antti Laaksonen, Jere Lehtinen, Ville Nieminen, Ville Peltonen, Teemu Selänne, Jarkko Ruutu, Niklas Bäckström, Antero Niittymäki, Fredrik Norrena -

Kobiety
- Mari Pehkonen, Saara Tuominen, Karoliina Rantamäki, Heidi Pelttari, Mari Saarinen, Kati Kovalainen, Marja-Helena Pälvilä, Satu Hoikkala, Nora Tallus, Emma Laaksonen, Oona Parviainen, Eveliina Similä, Terhi Mertanen, Satu Tuominen, Sari Fisk, Hanna Kuoppala, Saija Sirviö, Noora Räty, Maija Hassinen - 4. miejsce

### Kombinacja norweska
Mężczyźni
- Anssi Koivuranta

Sprint HS134/7,5 km - 11. miejsce
Gundersen HS106/15 km - 25. miejsce
- Hannu Manninen

Sprint HS134/7,5 km - 12. miejsce
Gundersen HS106/15 km - 9. miejsce
- Jaakko Tallus

Sprint HS134/7,5 km - 4. miejsce
Gundersen HS106/15 km - 5. miejsce
- Janne Ryynänen

Sprint HS134/7,5 km - 37. miejsce
- Antti Kuisma

Gundersen HS106/15 km - 17. miejsce
- Anssi Koivuranta
Antti Kuisma
Hannu Manninen
Jaakko Tallus

Drużynowo HS134/4x5 km - 

### Łyżwiarstwo figurowe
Kobiety
- Kiira Korpi

Solistki - 16. miejsce
- Susanna Pöykiö

Solistki - 13. miejsce

### Łyżwiarstwo szybkie
Mężczyźni
- Janne Hänninen

500 m - 15. miejsce
1000 m - 25. miejsce
- Pekka Koskela

500 m - 10. miejsce
1000 m - 31. miejsce
- Mika Poutala

500 m - 22. miejsce
1000 m - 26. miejsce
- Risto Rosendahl

1000 m - 37. miejsce
1500 m - 24. miejsce

### Narciarstwo alpejskie
Mężczyźni
- Kalle Palander

gigant - 9. miejsce
slalom - DSQ
- Jukka Rajala

gigant - 22. miejsce
slalom - DNF
Kobiety
- Tanja Poutiainen

gigant - 
slalom - 6. miejsce
- Henna Raita

slalom - 20. miejsce

### Narciarstwo dowolne
Mężczyźni
- Janne Lahtela

jazda po muldach - 16. miejsce
- Juuso Lahtela

jazda po muldach - 8. miejsce
- Sami Mustonen

jazda po muldach - 22. miejsce
- Mikko Ronkainen

jazda po muldach - 

### Skoki narciarskie
Mężczyźni
- Janne Ahonen

skocznia normalna - 6. miejsce
skocznia duża - 9. miejsce
- Matti Hautamäki

skocznia normalna - 
skocznia duża - 5. miejsce
- Tami Kiuru

skocznia normalna - 31. miejsce
skocznia duża - 18. miejsce
- Janne Happonen

skocznia normalna - 28. miejsce
- Risto Jussilainen

skocznia duża - 35. miejsce
- Tami Kiuru
Janne Happonen
Janne Ahonen
Matti Hautamäki

turniej drużynowy - 

### Snowboard
Mężczyźni
- Antti Autti

halfpipe - 9. miejsce
- Janne Korpi

halfpipe - 20. miejsce
- Markku Koski

halfpipe - 
- Risto Mattila

halfpipe - 10. miejsce
Kobiety
- Niina Sarias

gigant równoległy - 24. miejsce